# Pimelodella ophthalmica
Pimelodella ophthalmica är en fiskart som först beskrevs av Cope, 1878.  Pimelodella ophthalmica ingår i släktet Pimelodella och familjen Heptapteridae. Inga underarter finns listade i Catalogue of Life.